# Scatonomus paulosawayai
Scatonomus paulosawayai là một loài bọ cánh cứng trong họ Bọ hung (Scarabaeidae).